# Schebaa

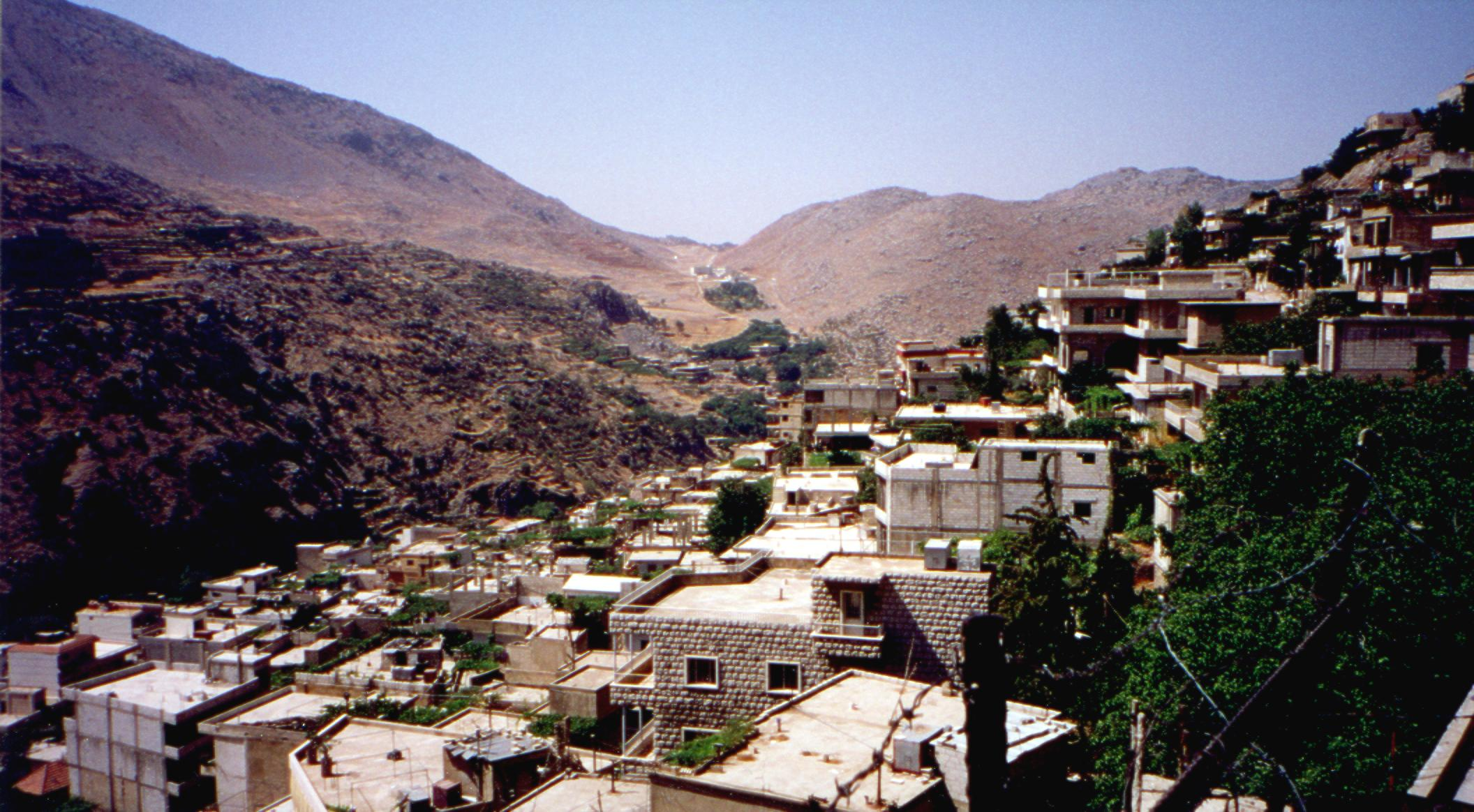
Schebaa im Jahr 1998

Schebaa (arabisch شبعا, DMG Šibʿā, auch Chebaa, Chabaa) ist ein Dorf im Südosten Libanons im Gouvernement Nabatäa im Distrikt Hasbeya. Die Bevölkerung ist überwiegend sunnitischen Glaubens.
Das südlich angrenzende und politisch umstrittene Gebiet der Schebaa-Farmen gehört nicht zum Dorf Schebaa.
Nach dem Abzug der israelischen Armee im Mai 2000 aus der von Israel besetzten Zone im Süd-Libanon, erreichten libanesische Soldaten das Dorf Schebaa am 18. August 2006.